# Kościół św. Michała Archanioła w Chróścinie Nyskiej
Kościół św. Michała Archanioła – rzymskokatolicki kościół parafialny w miejscowości Chróścina (powiat nyski, województwo opolskie). Świątynia należy do parafii św. Michała Archanioła w Chróścinie Nyskiej w dekanacie Grodków, diecezji opolskiej. Dnia 12 lutego 1966 roku, pod numerem 1143/66 kościół został wpisany do rejestru zabytków nieruchomych województwa opolskiego.

## Historia kościoła
Pierwsza wzmianka o kościele i lokalii w Chróścinie pochodzi z 1370 roku. Obecna świątynia zbudowana została na przełomie XV i XVI wieku. Do 1945 roku należała do ewangelików. W czasie działań wojennych II wojny światowej został zniszczony.
Zniszczeniu uległa górna część wieży, dach i sklepienia. Pożar strawił historyczne wyposażenie świątyni, w tym ołtarz główny, wykonany przez rzeźbiarza Hartmana. Po zakończeniu wojny wrócił w ręce katolików. Odbudowany w 1946 roku.
Do kościoła w Chróścinie przeniesiono ławki z nawy głównej kościoła Chrystusowego w Prudniku, który został rozebrany w latach 1968–1969.

## Architektura i wnętrze kościoła
Kościół został wybudowany na planie prostokąta w stylu gotyckim. Budowla jest zwarta, symetryczna, nawowa, zamknięta prosto, prezbiterium jest równej wysokości. Całość pokrywa wysoki dachem dwuspadowym. Zakrystia i dobudówka schodowa są dwukondygnacyjne kryte przedłużoną połacią dachu prezbiterium. Kruchtę boczną również pokrywa dach dwuspadowy. Nad całością dominuje masywna, czworoboczna, trójkondygnacyjna wieża kryta stropem żelbetowym, zakończony latarnią. Przy południowej ścianie wieży znajduje się półkolista wieżyczka schodowa kryta dachem wielopołaciowym. W narożach nawy i prezbiterium oraz między osiami okiennymi znajdują się szkarpy. Nawa jest jednoprzestrzenna, trójprzęsłowa, kryta sklepieniem kolebkowym z lunetami, podobne sklepienie posiada prezbiterium. Ściany są gładko tynkowane bez podziałów i dekoracji. Łuk tęczowy jest kształtu półkolistego. W północnej ścianie prezbiterium widoczne są zamknięte łukiem odcinkowym okna dawnej loży (rodzaj półotwartej empory). Teren kościoła okala murowane ogrodzenie.